# ابین سمعان
ابین سمعان (به عربی: أبین سمعان) یک روستا در سوریه است که در ناحیه ابین سمعان واقع شده‌است. ابین سمعان ۵٬۳۹۳ نفر جمعیت دارد.